# Kraft Nabisco Championship 2007
Het Kraft Nabisco Championship 2007 werd van 29 maart tot en met 1 april 2006 gehouden in Rancho Mirage, Californië (Verenigde Staten). Het was de eerste "major" van het seizoen op de LPGA Tour. Winnares werd de achttienjarige Morgan Pressel, meteen de jongste winnares van een "major" uit de geschiedenis van de Amerikaanse LPGA Tour.
Na drie ronden stonden de Koreaanse Se Ri Pak en de Noorse Suzann Pettersen samen aan de leiding; Morgan Pressel was negende, en had vier slagen meer. De laatste ronde speelde zij zonder één bogey waardoor ze al haar concurrentes voorbijging en ten slotte won met één slag voorsprong op het trio Catriona Matthew – Brittany Lincicome - Suzann Pettersen. Bij wijze van viering nam Pressel nadien de traditionele "winnaarsduik" in de plaatselijke vijver.

## Uitslag (par=72)
| Plaats | Naam                  | Nationaliteit | Ronde 1 | Ronde 2 | Ronde 3 | Ronde 4 | Totaal   |
| ------ | --------------------- | ------------- | ------- | ------- | ------- | ------- | -------- |
| 1      | Morgan Pressel        | USA           | 74      | 72      | 70      | 69      | 285 (-3) |
| 2      | Catriona Matthew      | SCO           | 70      | 73      | 72      | 71      | 286      |
| 2      | Brittany Lincicome    | USA           | 72      | 71      | 71      | 72      | 286      |
| 2      | Suzann Pettersen      | NOR           | 72      | 69      | 71      | 74      | 286      |
| 5      | Stacy Lewis (amateur) | USA           | 71      | 73      | 73      | 70      | 287      |
| 5      | Shi Hyun Ahn          | KOR           | 68      | 73      | 74      | 72      | 287      |
| 5      | Stacy Prammanasudh    | USA           | 76      | 70      | 70      | 71      | 287      |
| 5      | Meaghan Francella     | USA           | 72      | 72      | 69      | 74      | 287      |
| 9      | Maria Hjorth          | SWE           | 70      | 73      | 72      | 73      | 288      |
| 10     | Angela Stanford       | USA           | 72      | 75      | 73      | 69      | 289      |
| 10     | Lorena Ochoa          | MEX           | 69      | 71      | 77      | 72      | 289      |
| 10     | Pak Se-ri             | KOR           | 72      | 70      | 70      | 77      | 289      |